# فارسی کویتی
فارسی کویتی، همچنین با نام عَیَمی و گاهی عِیمی یک گویش در معرض انقراض از زبان فارسی است. این زبان ترکیبی از گویش‌های مختلف زبان پارسی و زبان اچمی است. زبان فارسی از ابتدای تأسیس کویت به خصوص در ناحیهٔ شرق شهر کویت دارای سخنور بوده‌است.
به ایرانیان کویت «عَیَم» گفته می‌شود. عبدالرحمن دشتی، استاد دانشگاه کویت پس از یک پژوهشی دربارهٔ کاربرد زبان فارسی در کویت در سال ۲۰۰۴ نتیجه گرفت که زبان فارسی تا دو نسل دیگر به‌طور کامل از میان خانواده‌های عیم برچیده می‌شود. دولت کویت نیز می‌کوشد تا دامنه کاربرد فارسی را روز به روز کمتر کند و این رفتار در نهایت منجر به از بین رفتن زبان فارسی در جامعه کویت خواهد شد.

## تاریخچه
کویت یک کشور بدون جمعیت بومی است. در آغاز قرن هجدهم، بسیاری از مردم برای یافتن زندگی بهتر و فرار از آزار و اذیت های منطقه‌ای به کویت مهاجرت کردند. این مهاجرت‌ها به طور عمده از سرزمین‌های نزدیک از نظر جغرافیایی بوده است، سرزمین‌هایی از جمله استان شرقی از کشوری که امروزه عربستان سعودی نامیده می‌شود، نجد، ایران و عراق. از آنجایی که مهاجران ایرانی، زبانی کاملا متفاوت و جدا نسبت به عربی با خود به کویت آوردند، مهاجرت‌های از ایران اساس و پایهٔ چندزبانگی در کویت است. پیش‌بینی می‌شود بیش از ۳۰٪ شهروندان کویت عیم هستند.

## فارسی در کویت
به‌طور کلی در کویت برخی از اسلامگرایان اهل سنت زبان فارسی را به عنوان یک تهدید نگاه می‌کنند. در سال ۲۰۱۲، محمد حسن الکندری، نماینده مجلس کویت خواستار «اقدام قاطع» علیه تبلیغ برای آموزش فارسی شد. پخش یک سریال تلویزیونی کویتی به نام «کریمو» که بازیگران کویتی آن به فارسی صحبت می کردند انتقاداتی را در پی داشت. بعضی‌ها آن را تحمیل فرهنگ ایرانی بر جامعه کویت نامیدند.
در میان قشر تحصیل کرده کویت، زبان فارسی به عنوان زبانی با ارزش فرهنگی بالا دیده می‌شود. به گفته رایزن فرهنگی ایران در کویت، عباس خامه‌یار بسیاری از کویتی‌ها با افتخار به فارسی صحبت می‌کنند. وی همچنین بیان کرد که بسیاری از مقامات دولتی و همینطور غیرعیم‌ها مکالمه را به زبان فارسی انجام می‌دهند. خامه‌یار همچنین از درخواست‌های بسیار برای آموزش زبان فارسی ابراز تعجب کرده بود.
فارسی در مراکز بسیاری در کویت از جمله دانشگاه کویت، بخش فرهنگی سفارت ایران و همچنین حوزه علمیه الامام المجتبی و موسسات آموزش زبان مختلف مثل برلتز آموزش داده می‌شود.

## واژگان
جدول زیر مقایسه واژگان فارسی کویتی با فارسی معیار و عربی کویتی است. بیشتر واژگان متفاوت این گویش با فارسی معیار، در گویش‌های فارسی جنوب ایران نیز کاربرد دارند.
| فارسی کویتی | فارسی تهرانی | فارسی معیار   | عربی کویتی       | عربی نو معیار      |
| ----------- | ------------ | ------------- | ---------------- | ------------------ |
| چَس/چاس      | ناهار        | ناهار         | غَدَا              | غداء               |
| پوز         | دماغ         | دماغ          | خَشِم              | أنف                |
| کپ          | دَهَن          | دَهَن           | بوز              | فم                 |
| دایا        | ماما         | مادر          | أمی              | أمی                |
| قشنگِن       | قشنگِه        | قشنگ است      | حلو (ماده: حلوة) | جمیل (ماده: جمیلة) |
| شوم         | شام          | شام           | عَشَا              | عشاء               |
| بِیو         | بیا          | بیا           | تَعَالْ             | تَعالَ               |
| چیتین/چِتِن؟  | چِتِه؟         | چه به تو است؟ | شِنُو مشْکِلْتَه (ـَا)؟ | ما مشکلته (ا)؟     |
| بِبَخْشین      | ؟            | ببخشید        | السّمُوحَة          | عذرًا               |
| پِسَرو        | ؟            | اون پسر       | هَذَاکْ اِلوَلَدْ       | ذلِك الصَبِي          |
| یِک          | یِه           | یَک            | وَاحِدْ             | واحد               |
| اَرزون       | اَرزون        | ارزان         | رْخِیصْ             | رخیص               |
| آو          | آب           | آب            | مَایْ              | ماء                |
| یا خدا      | ای خدا       | ای خدا        | یا رب            | یا إلهی            |
| سی چه       | واسِه چه      | برای چه       | حَّگ لیش/حَّگ شِنُو    | لماذا/من اجل ماذا؟ |